# Blattrandkäfer
Die Blattrandkäfer, auch Graurüssler (Sitona) bilden eine Gattung in der Familie der Rüsselkäfer (Curculionidae).

## Merkmale
Es handelt sich um vier bis acht Millimeter lange, grau bis braungraue Käfer, die besonders die Blätter von Ackerbohnen, Erbsen, Klee, Luzerne und Lupine fressen. Die beinlosen Larven fressen an Wurzeln oder Wurzelknöllchen und mindern hierdurch den Wuchs der Pflanzen.

## Arten
In den letzten Jahren wurden mehrere Arten aus der Gattung Sitona in die Gattungen Charagmus, Andrion und Coelositona ausgelagert.
Die Gattung Sitona ist (Stand 2018) in Europa mit 54 Arten vertreten.
- Sitona ambiguus Gyllenhal, 1834
- Sitona anchora Gyllenhal, 1834
- Sitona bicolor Fåhraeus, 1840
- Sitona bosnicus Apfelbeck, 1899
- Sitona brachypterus Israelson, 1980
- Sitona brucki Allard, 1870
- Sitona callosus Gyllenhal, 1834
- Sitona cambricus Stephens, 1831
- Sitona canus Gyllenhal, 1834
- Sitona cinerascens Fåhraeus, 1840
- Sitona cinnamomeus Allard, 1863
- Sitona cylindricollis Fåhraeus, 1840
- Sitona discoideus Gyllenhal, 1834
- Sitona gemellatus Gyllenhal, 1834
- Sitona giraudi Hoffmann, 1938
- Sitona goetzelmanni Solari, 1909
- Sitona hirsutus Desbrochers, 1884
- Sitona hispidulus (Fabricius, 1776)
- Luzerne Blattrandrüssler (Sitona humeralis) Stephens, 1831
- Sitona inops Gyllenhal, 1832
- Sitona languidus Gyllenhal, 1834
- Sitona lateralis Gyllenhal, 1834
- Sitona latipennis Gyllenhal, 1834
- Sitona lepidus Gyllenhal, 1834
- Sitona limosus Rossi, 1892
- Gestreifter Blattrandkäfer (Sitona lineatus) (Linnaeus, 1758)
- Sitona lineellus (Bonsdorff, 1785)
- Sitona lividipes Fåhraeus, 1840
- Sitona longulus Gyllenhal, 1834
- Sitona macularius (Marsham, 1802)
- Sitona mateui Roudier, 1958
- Sitona niger Allard, 1864
- Sitona ocellatus Küster, 1849
- Sitona onerosus Faust, 1890
- Sitona ophtalmicus Desbrochers, 1869
- Sitona ovipennis Hochhuth, 1851
- Sitona pseudohispidulus Franz, 1987
- Sitona puberulus Reitter, 1903
- Sitona puncticeps Sahlberg, 1921
- Sitona puncticollis Stephens, 1831
- Sitona ragusae Reitter, 1903
- Sitona sekerae Reitter, 1903
- Sitona setuliferus Fåhraeus, 1840
- Sitona striatellus Gyllenhal, 1834
- Sitona sulcifrons (Thunberg, 1798)
- Sitona suturalis Stephens, 1831
- Sitona syriacus Stierlin, 1884
- Sitona tenuis Rosenhauer, 1847
- Sitona treneri Solari, 1948
- Sitona ursus Desbrochers, 1894
- Sitona verecundus Rossi, 1890
- Sitona virgatus Fåhraeus, 1840
- Sitona waterhousei Walton, 1846